# Tappe della disfatta
Tappe della disfatta (titolo originale Das Ende einer Armee - dal 1959 Das Ende der alten Armee) è un libro di memorie scritto nel 1933 da Fritz Weber.
Il libro è ambientato sul fronte italiano della prima guerra mondiale. 

## Contenuto
La Grande Guerra viene raccontata dall'ufficiale austriaco Weber che la descrive attraverso le battaglie combattute dall'Imperial regio Esercito su quasi tutti i luoghi cruciali del fronte italiano. Da Forte Verle, dove scoppiò la guerra tra Austria Ungheria ed Italia, sino al crollo dell'Austria-Ungheria stessa dopo la terza battaglia del Piave. Weber descrive le carneficine degli attacchi in massa da parte di entrambi gli eserciti, le battaglie in quota sotto metri di neve, il terrore dei bombardamenti dentro al forte o in trincea, la guerra di mine, l'uso delle bombe a gas, la sofferenza tra le malattie e la fame.

## Ambientazione
L'autore narra gli eventi bellici nei luoghi in cui partecipò, ossia sull'Altopiano di Asiago (in particolare a Forte Verle), sul monte Pasubio, sul Monte Cimone di Tonezza, sul fronte dell'Isonzo, nel Carso (sul Monte Ermada in particolare) e lungo il Piave (in special modo nella zona di Caorle). I luoghi così divisi nei capitoli:
1. Forte Verle, monte Pasubio e Monte Cimone di Tonezza.
2. Monte Ermada